# Azat-le-Ris
Azat-le-Ris é uma comuna francesa na região administrativa da Nova Aquitânia, no departamento de Alto Vienne. Estende-se por uma área de 56,22 km². Em 2010 a comuna tinha 252 habitantes (densidade: 4,5 hab./km²).